# Fleuré (Orne)
Pour les articles homonymes, voir Fleuré.
Fleuré est une commune française, située dans le département de l'Orne en région Normandie, peuplée de 205 habitants.

## Géographie
| Fontenai-sur-Orne (sur quelques dizaines de mètres), Tanques | Sarceaux     | Sarceaux                           |
| Tanques                                                      | Fleuré       | Boischampré (comm. dél. de Vrigny) |
| Tanques                                                      | Francheville | Boischampré (comm. dél. de Vrigny) |

### Hydrographie
La commune est située dans le bassin Seine-Normandie. Elle est drainée par le ruisseau de Bel Usse, le fossé 01 des Quartiers, le fossé 01 du But, le fossé 01 du Vieux Gravier, le fossé 02 du Chêne, le ruisseau des Marais de Fleuriel et divers autres petits cours d'eau,.

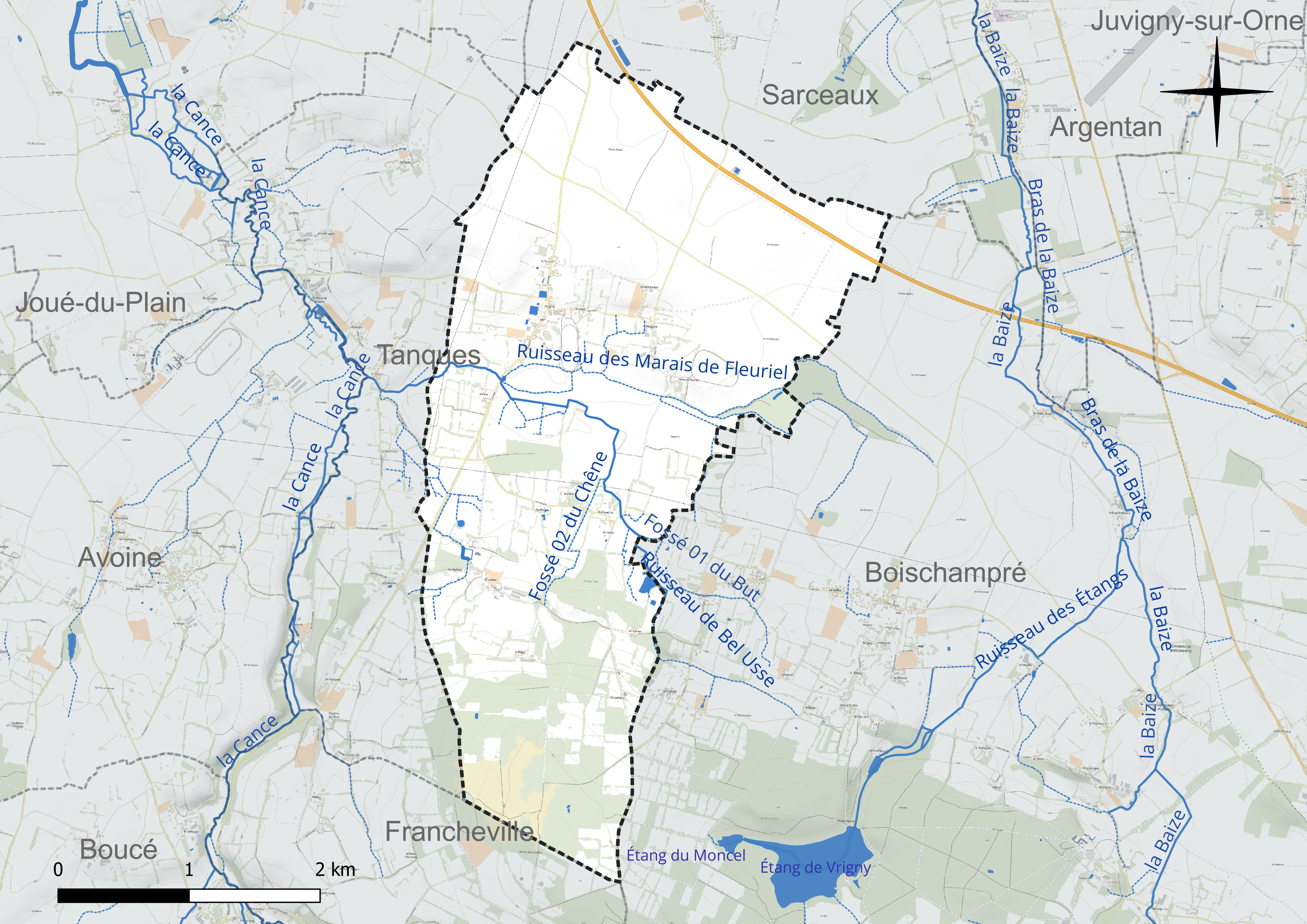
Réseau hydrographique de Fleuré.

### Climat
Pour des articles plus généraux, voir Climat de la Normandie et Climat de l'Orne.
En 2010, le climat de la commune est de type climat océanique altéré, selon une étude du CNRS s'appuyant sur une série de données couvrant la période 1971-2000. En 2020, Météo-France publie une typologie des climats de la France métropolitaine dans laquelle la commune est dans une zone de transition entre le climat océanique et le climat océanique altéré et est dans la région climatique Normandie (Cotentin, Orne), caractérisée par une pluviométrie relativement élevée (850 mm/a) et un été frais (15,5 °C) et venté. Parallèlement le GIEC normand, un groupe régional d’experts sur le climat, différencie quant à lui, dans une étude de 2020, trois grands types de climats pour la région Normandie, nuancés à une échelle plus fine par les facteurs géographiques locaux. La commune est, selon ce zonage, exposée à un « climat des plateaux abrités », se caractérisant par une pluviométrie et des contraintes thermiques modérées mais aussi, par effet de continentalité, des températures plus contrastées qu'au nord dans la plaine de Caen, avec communément 10 à 15 jours par an de plus de froid en hiver et de chaleur en été.
Pour la période 1971-2000, la température annuelle moyenne est de 10,4 °C, avec une amplitude thermique annuelle de 13,3 °C. Le cumul annuel moyen de précipitations est de 756 mm, avec 12,2 jours de précipitations en janvier et 7,6 jours en juillet. Pour la période 1991-2020, la température moyenne annuelle observée sur la station météorologique la plus proche, située sur la commune d'Argentan à 7 km à vol d'oiseau, est de 11,1 °C et le cumul annuel moyen de précipitations est de 691,9 mm,. Pour l'avenir, les paramètres climatiques de la commune estimés pour 2050 selon différents scénarios d’émission de gaz à effet de serre sont consultables sur un site dédié publié par Météo-France en novembre 2022.

## Urbanisme

### Typologie
Au 1er janvier 2024, Fleuré est catégorisée commune rurale à habitat dispersé, selon la nouvelle grille communale de densité à sept niveaux définie par l'Insee en 2022.
Elle est située hors unité urbaine. Par ailleurs la commune fait partie de l'aire d'attraction d'Argentan, dont elle est une commune de la couronne,. Cette aire, qui regroupe 50 communes, est catégorisée dans les aires de moins de 50 000 habitants,.

### Occupation des sols
L'occupation des sols de la commune, telle qu'elle ressort de la base de données européenne d’occupation biophysique des sols Corine Land Cover (CLC), est marquée par l'importance des territoires agricoles (82,1 % en 2018), en diminution par rapport à 1990 (84,4 %). La répartition détaillée en 2018 est la suivante : 
terres arables (45,1 %), prairies (32 %), forêts (12,5 %), zones agricoles hétérogènes (5 %), milieux à végétation arbustive et/ou herbacée (2,8 %), zones urbanisées (2,6 %). L'évolution de l’occupation des sols de la commune et de ses infrastructures peut être observée sur les différentes représentations cartographiques du territoire : la carte de Cassini (XVIIIe siècle), la carte d'état-major (1820-1866) et les cartes ou photos aériennes de l'IGN pour la période actuelle (1950 à aujourd'hui).

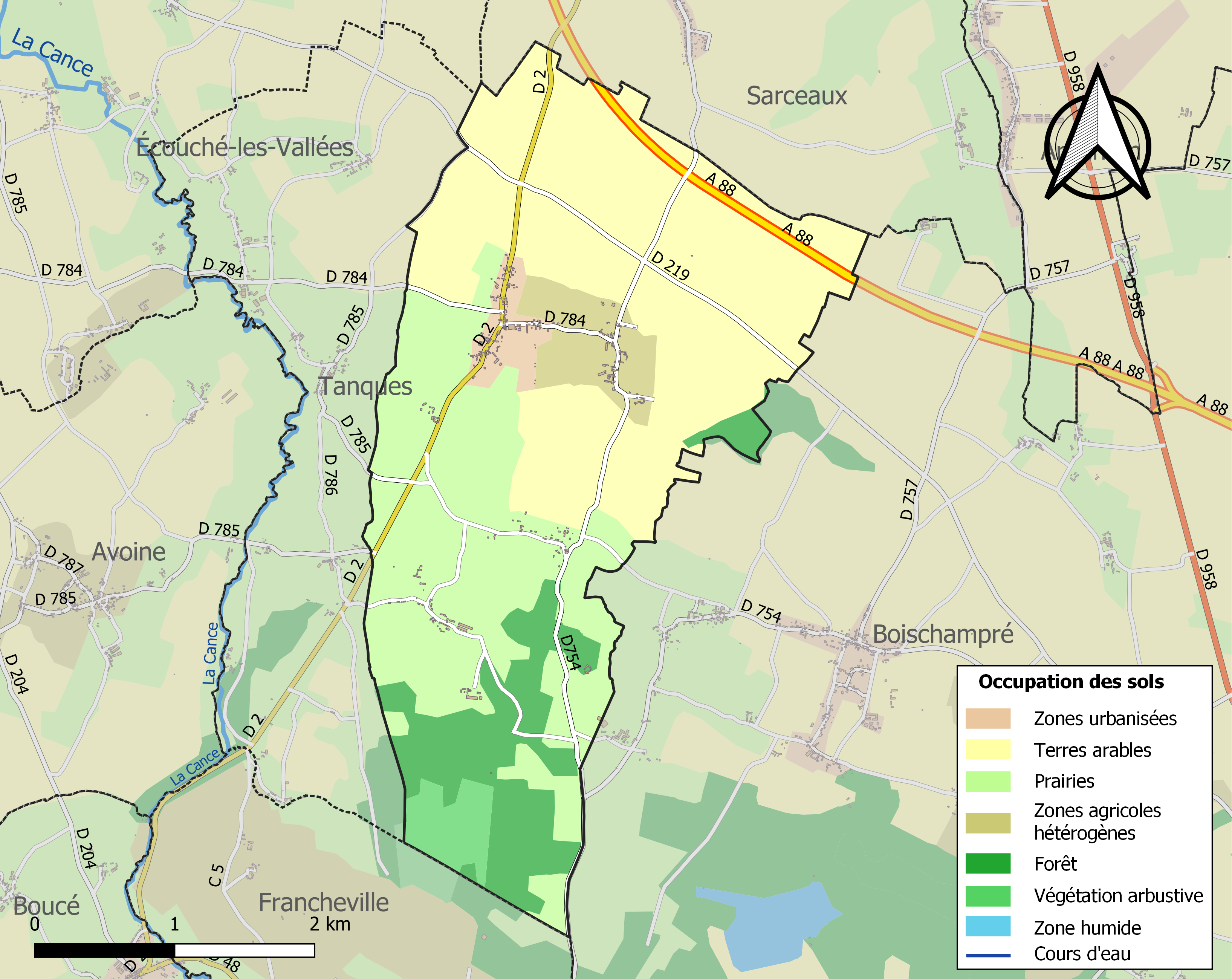
Carte des infrastructures et de l'occupation des sols de la commune en 2018 (CLC).

## Toponymie
Le nom de la localité est attesté sous la forme Floriacum[réf. nécessaire], Fleuray en 1793, Fleuré en 1801.
Le toponyme semble issu de l'anthroponyme roman Florus adjoint au suffixe localisant, puis de propriété -acum, d'origine gauloise. Selon les régions françaises, il est à l'origine des toponymes : Fleury, Fleurey, Fleuré…
Le gentilé est Fleuréen.

## Histoire
Avant le XIIe siècle, la baronnie de Fleurey fait partie de la mense épiscopale (elle est attachée aux fonctions d'évêque de Séez ; ce dernier y possède un manoir résidentiel de même qu'à Laleu (Orne) et à Saint-Fulgent-des-Ormes).
En 1455, Robert de Cornegrue, évêque de Séez, rend aveu au roi Louis XI pour la baronnie de Fleuré.
Au XVIe siècle, Jacques de Silly, évêque de Séez de 1511 à 1539, « fit bâtir le château de Fleuré, maison de plaisance des évêques de Séez » (connu aussi comme château de la Mare).
Au XVIIIe siècle, la résidence des évêques à Fleuré est « rebâtie magnifiquement par M. d'Argentré du Plessis » (également bâtisseur, à partir de 1775, du palais d'Argentré, au chevet de la cathédrale de Sées).

## Politique et administration
| Période                                  | Période   | Identité           | Étiquette | Qualité                               |
| ---------------------------------------- | --------- | ------------------ | --------- | ------------------------------------- |
| juin 1995                                | mars 2008 | Noël Douchy        | SE        | Agriculteur                           |
| mars 2008                                | En cours  | Thierry Clérembaux | SE-DVD    | Agriculteur, conseiller départemental |
| Les données manquantes sont à compléter. |           |                    |           |                                       |

Le conseil municipal est composé de onze membres dont le maire et deux adjoints.

## Démographie
L'évolution du nombre d'habitants est connue à travers les recensements de la population effectués dans la commune depuis 1793. Pour les communes de moins de 10 000 habitants, une enquête de recensement portant sur toute la population est réalisée tous les cinq ans, les populations de référence des années intermédiaires étant quant à elles estimées par interpolation ou extrapolation. Pour la commune, le premier recensement exhaustif entrant dans le cadre du nouveau dispositif a été réalisé en 2006.
En 2022, la commune comptait 205 habitants, en évolution de −2,38 % par rapport à 2016 (Orne : −3,21 %, France hors Mayotte : +2,11 %).
Fleuré a compté jusqu'à 469 habitants en 1841.
| 1793 | 1800 | 1806 | 1821 | 1836 | 1841 | 1846 | 1851 | 1856 |
| ---- | ---- | ---- | ---- | ---- | ---- | ---- | ---- | ---- |
| 409  | 402  | 451  | 423  | 464  | 469  | 450  | 415  | 405  |

| 1861 | 1866 | 1872 | 1876 | 1881 | 1886 | 1891 | 1896 | 1901 |
| ---- | ---- | ---- | ---- | ---- | ---- | ---- | ---- | ---- |
| 416  | 371  | 356  | 317  | 319  | 301  | 317  | 306  | 302  |

| 1906 | 1911 | 1921 | 1926 | 1931 | 1936 | 1946 | 1954 | 1962 |
| ---- | ---- | ---- | ---- | ---- | ---- | ---- | ---- | ---- |
| 280  | 267  | 246  | 244  | 238  | 229  | 262  | 241  | 201  |

| 1968 | 1975 | 1982 | 1990 | 1999 | 2006 | 2011 | 2016 | 2021 |
| ---- | ---- | ---- | ---- | ---- | ---- | ---- | ---- | ---- |
| 195  | 211  | 209  | 234  | 234  | 238  | 241  | 210  | 202  |

| 2022 | - | - | - | - | - | - | - | - |
| ---- | - | - | - | - | - | - | - | - |
| 205  | - | - | - | - | - | - | - | - |

## Lieux et monuments
- Le château de la Mare. L'édification du château, de style Louis XVI, a probablement débuté à la Révolution, et s'est poursuivie entre 1812 et 1815 environ, sous l'impulsion d'Alexandre Jean Hellouin de Cenival, maire de la commune de 1818 à 1848.
- L'église Notre-Dame, remaniée au XVIIIe siècle. Elle abrite une statue de saint Étienne du XVIIIe classée à titre d'objet aux Monuments historiques[28].
- Monument Leclerc, édifié en 1947 à l'endroit où le général Leclerc avait établi son poste de commandement avancé à la fin de la bataille de Normandie, en attente de la montée vers Paris.
- Stèle en l'honneur du résistant argentanais Étienne Panthou, et de son compagnon resté inconnu, torturés et tués sur la commune.

## Personnalités liées à la commune
- Jacques Camus de Pontcarré (mort en 1651 au château de Fleuré), évêque de Séez.
- Hervé Céran-Maillard (vers 1880-1955) et son fils Roger (1906-1974), personnalités du monde du trot, dont le haras était établi sur la commune, au lieu-dit Fleuriel[29].
- Albert Rayon (1921-2014[30]) et son fils Jean-Yves (né en 1947), personnalités du monde du trot, dont le haras est établi au lieu-dit le Pont[31].

## Héraldique
| Blason de Fleuré (Orne) | Blason  | Parti: d'azur à la croix de Lorraine d'argent, et d'argent à la tête de cheval de sable bridée d'or; le tout sommé d'un chef de gueules chargé de deux léopards affrontés d'or armés et lampassés d'azur.                                                                                             |
| Blason de Fleuré (Orne) | Détails | - Les deux léopards d'or rappellent les armes traditionnelles de la Normandie. - La croix de Lorraine rappelle que le général Leclerc y avait établi son campement et rend hommage à deux résistants tués. - La tête de cheval rappelle l'importance des haras sur la commune. Adopté le 3 juin 2022. |